# فلسفه تربیت اسلامی
فلسفهٔ تربیت اسلامی کتابی از ماجد عرسان کیلانی است.

## جوایز
کیلانی برای این کتاب برگزیدهٔ اولین دورهٔ جشنواره فارابی شد. این کتاب با ترجمهٔ بهروز رفیعی در مراسم کتاب فصل جمهوری اسلامی ایران به‌عنوان کتاب شایسته تقدیر معرفی شد.